# Silicijev karbid
Silicijev karbid (SiC) ili karborund (eng. Carborundum, od carbo[n]: ugljik i [co]rundum: korund), trgovačko ime za silicijev karbid, je kristalna tvar sa strukturom sličnom dijamantnoj, vrlo velike tvrdoće, poluvodičkih svojstava, velike toplinske (termičke) i kemijske otpornosti. Karborund se dobiva zagrijavanjem kremena (kvarca) s koksom u električnoj peći i koristi se kao abraziv (prah, pasta, sloj na papiru), vatrostalni materijal (talište oko 2 830 °C), dio (element) za električna grijaća tijela i u poluvodičkoj tehnici.
Premda je silicijev karbid zaista rijetka tvar na Zemlji on je široko rasprostranjen u svemiru. Ova tvar se nalazi u  oblacima prašine oko zvijezda bogatih ugljikom, a ima ga puno u prvobitnim meteoritima koji nisu podvrgnuti promjenama. Analiza zrna silicijevog karbida pronađenih u ugljičnom kondritnom Murchisonskom meteoritu pokazao je anomaliju izotopnog suodnosa ugljika i silicija, što ukazuje na porijeklo ove tvari izvan granica Sunčevog sustava. Oko 99 % zrna SiC formiralo se oko zvijezda bogatih ugljikom koje pripadaju asimptotskoj grani divova. Silicijev karbid može se često pronaći oko takvih zvijezda po njihovim infracrvenim spektrima.

## Brusna ploča
Brusna ploča ili brusno kolo se sastoji od:
- sredstava za brušenje ili abraziva, koja mogu biti prirodna ili umjetna, i
- vezivnog sredstva, koja mogu biti neorganska ili organska.

### Umjetna sredstva za brušenje
Umjetna sredstva za brušenje su:
- silicijev karbid ili karborund, koji se dobiva taljenjem koksa, kvarcnog pijeska i soli u električnoj peći,
- specijalni korund ili elektrokorund, koji se dobiva u električnim pećima od boksita i koksa,
- borkarbid, koji se zbog velike tvrdoće koristi kao zamjena za dijamantni prah i za obradu tvrdih metala.[4]

## Muasanit
Muasanit je rijedak mineral klase prirodnih karbida sastava SiC. Formira male bezbojne kristale s dijamantskim sjajem. Sintetička inačica i tehnički proizvod su slični po strukturi i po sastavu  — karborund. 
Prirodni muasanit je prvi put bio otkriven 1893 godine u Arizoni od strane Ferdinanda Anri Muasana u čiju je čast mineral bio nazvan 1905 godine.
Tokom zadnjih desetljeća pojavila se tehnologija za izradu velikih providnih sintetičkih monokristala muasanita koje se često rabe za imitaciju brilijanata.

## Vanjske poveznice
|  | Zajednički poslužitelj ima još gradiva o temi Silicijev karbid |